# Mária Szeplőtelen Szívének Kongregációja
A Mária Szeplőtelen Szívének Kongregációja (latinul: Congregatio Immaculati Cordis Mariae (C.I.C.M., CICM)) férfi szerzetesrend.

## Története
A rendet 1862-ben alapította Scheutban, a brüsszeli Anderlecht külváros egyik kerületében Théophile Verbist belga világi pap. 1900. július 20-án XIII. Leó pápa elismerte a rendet. A rend hivatalos egyházi elnevezése ennek a közösségnek a szellemiségére utal, amelynek középpontjában a Szűzanya Szeplőtelen Szíve iránti különös áhítat áll.
Kezdetben a Kínai Birodalom hittérítése állt a rendalapító missziós érdekeinek középpontjában. Később a küldetés az egész világra kiterjedt. Jelenleg több mint 1000 pap és szerzetestestvér dolgozik 23 országban, minden kontinensen.